# Leonard Martin
Leonard Martin   (Wandsworth, 24 de novembre de 1901 - Effingham, 25 de desembre de 1967) va ser un regatista anglès, vencedor d'una medalla olímpica.
El 1936 va prendre part en els Jocs Olímpics d'Estiu de Berlín, on va guanyar la medalla d'or en la classe de 6 metres del programa de vela. A bord del Lalage, formà tripulació junt a Christopher Boardman, Miles Bellville, Russell Harmer i Charles Leaf.
Durant la Primera Guerra Mundial, entre 1917 i 1919, va servir a la Royal Naval Volunteer Reserve.